# Station Settsu-Tonda
Station Settsu-Tonda (摂津富田駅, Settsu-Tonda-eki) is een spoorwegstation in de Japanse stad Takatsuki. Het wordt aangedaan door de JR Kioto-lijn. Het station heeft vier sporen, waarvan sporen één en vier bestemd zijn voor doorgaande treinen.

## Treindienst

### JR West
| 1 | ■ Doorgaande treinen |                                         |
| 2 | ■ JR Kioto-lijn      | richting Osaka, Shin-Osaka en Sannomiya |
| 3 | ■ JR Kioto-lijn      | richting Takatsuki en Kioto             |
| 4 | ■ Doorgaande treinen |                                         |

## Geschiedenis
Het station werd in 1924 geopend. In 1970 werd er een nieuw station gebouwd.

## Overig openbaar vervoer
Bussen van Hankyu en stadsbussen van Takatsuki.

## Stationsomgeving
- Station Tonda aan de Hankyu Kyoto-lijn
- Autoweg 171
- Joshin (huishoudelijke apparaten)
- Daiei (warenhuis)
- Hoofdkantoor van Torishima Pump
- Hoofdkantoor van Sunstar
- Hoofdkantoor van Supermarket Maruyama
- Fabriek van Panasonic in Takatsuki
- McDonald's

(Biwako-lijn<<) · Kyoto · Nishiōji · Katsuragawa · Mukōmachi · Nagaokakyō · Yamazaki · Shimamoto · Takatsuki · Settsu-Tonda · Ibaraki · Senrioka · Kishibe · Suita · Higashi-Yodogawa ·  Shin-Ōsaka · Ōsaka · (>>JR Kōbe-lijn) 